# Station Jabbeke

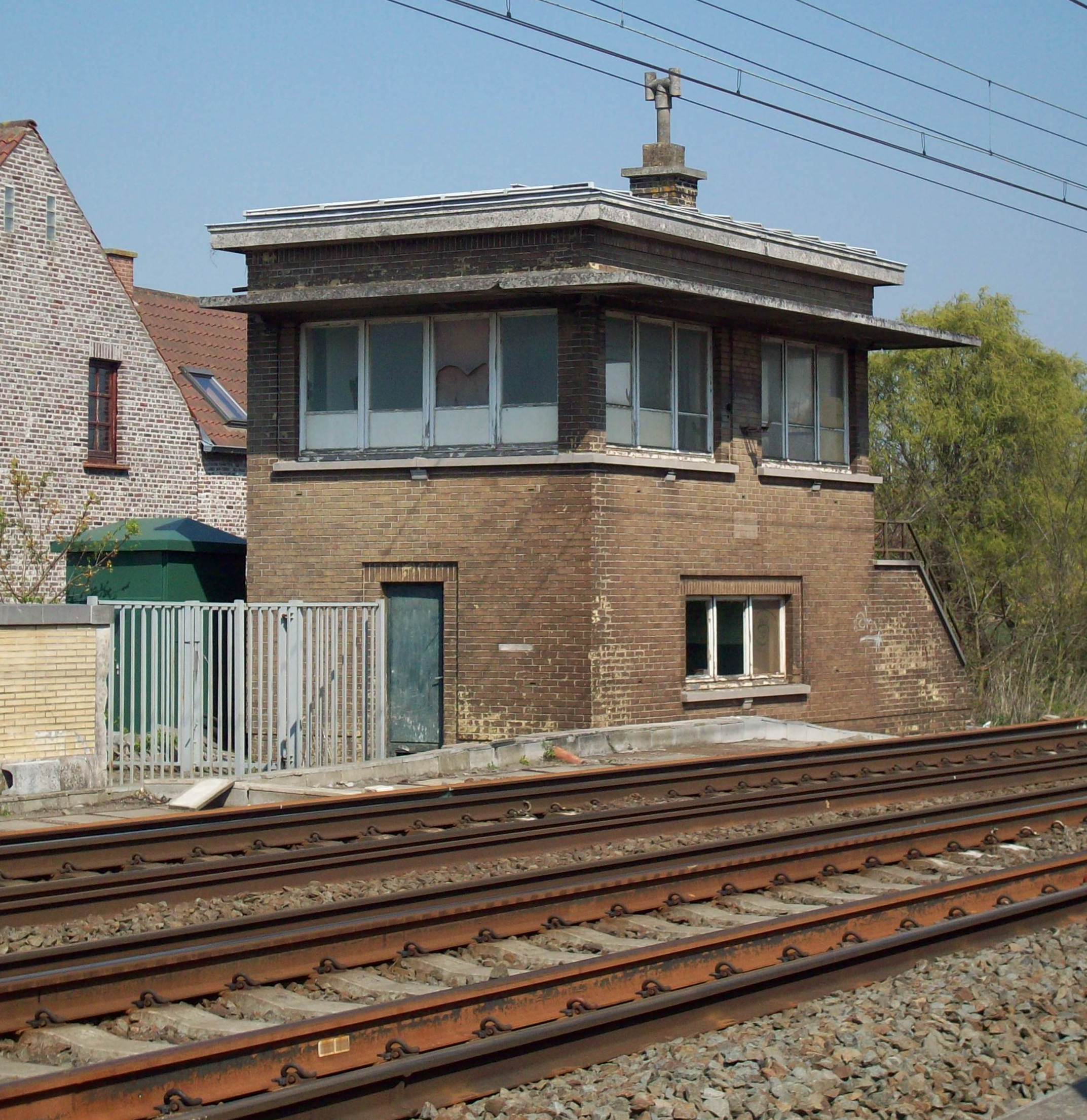
Voormalig seinhuis van Jabbeke

Station Jabbeke was een spoorwegstation langs spoorlijn 50A (Brussel - Oostende) in de gemeente Jabbeke. De stoptreinbediening verdween grotendeels in 1984 in het kader van het IC/IR-plan dat een algehele sluiting van minder rendabele stations vooropstelde. Tot 1993 stopten op de halte op weekdagen nog twee P-treinen 's morgens in de richting van Brussel en twee 's avonds in de richting van Oostende.
Voor de sluiting van alle stopplaatsen en de afschaffing van alle stoptreinen tussen Oostende en Brugge waren er twee redenen:
- het laag aantal reizigers
- de wens van de NMBS om de capaciteit van het spoor te verhogen, voornamelijk voor IC-treinen.

## Aantal instappende reizigers
De grafiek geeft het gemiddeld aantal instappende reizigers weer op een week-, zater- en zondag.
| Tabel: aantal instappende reizigers station Jabbeke | Tabel: aantal instappende reizigers station Jabbeke | Tabel: aantal instappende reizigers station Jabbeke | Tabel: aantal instappende reizigers station Jabbeke |
|                                                     | Weekdag                                             | Zaterdag                                            | Zondag                                              |
| --------------------------------------------------- | --------------------------------------------------- | --------------------------------------------------- | --------------------------------------------------- |
| 1977                                                | 162                                                 | 33                                                  | 28                                                  |
| 1978                                                | 170                                                 | 24                                                  | 27                                                  |
| 1979                                                | 162                                                 | 22                                                  | 14                                                  |
| 1980                                                | 138                                                 | 15                                                  | 26                                                  |
| 1981                                                | 153                                                 | 18                                                  | 15                                                  |
| 1982                                                | 135                                                 | 23                                                  | 29                                                  |
| 1983                                                | 159                                                 | 16                                                  | 18                                                  |
| 1984                                                | 20                                                  | -                                                   | -                                                   |
| 1985                                                | 17                                                  | -                                                   | -                                                   |
| 1986                                                | 18                                                  | -                                                   | -                                                   |
| 1987                                                | 15                                                  | -                                                   | -                                                   |
| 1988                                                | 11                                                  | -                                                   | -                                                   |
| 1989                                                | 14                                                  | -                                                   | -                                                   |
| 1990                                                | 7                                                   | -                                                   | -                                                   |
| 1991                                                | 9                                                   | -                                                   | -                                                   |
| 1992                                                | 17                                                  | -                                                   | -                                                   |

3,8: Brussel-Zuid ·
7,8: Anderlecht ·
52,1: Gent-Sint-Pieters ·
56,1: Drongen ·
58,8: Halewijn ·
61,9: Landegem ·
64,9: Hansbeke ·
68,5: Bellem ·
71,5: Aalter ·
76,1: Maria-Aalter ·
80,7: Beernem ·
86,5: Oostkamp ·
92,2: Brugge ·
98,9: Varsenare ·
101,8: Jabbeke ·
108,0: Oudenburg ·
109,9: Zandvoorde ·
114,3: Oostende